# 红色娘子军 (电影)
《红色娘子军》（英語：Red Detachment of Women），中国大陆电影，1960年上海天马电影制片厂摄制，1961年上映，导演谢晋，主演祝希娟、王心刚、向梅、金乃华、陈强、牛犇。编剧梁信兼主题曲《红色娘子军连连歌》:40作词，主题曲作曲黄准。军事顾问马白山。
1958年，在海南岛体验生活的中南军区创作员梁信创作电影文学剧本《琼岛英雄花》。他把剧本寄给全国各大电影制片厂和杂志社。最终，上海天马电影制片厂的导演谢晋选中剧本，改名为《红色娘子军》，1960年完成拍摄。开机前，导演谢晋方才在上海戏剧学院选中女主角祝希娟。梁信、黄准和剧组其他人员曾在海口体验生活。电影公映后，获得巨大成功。主题曲《红色娘子军连连歌》广为传唱。1962年，电影获得第一届大众电影百花奖最佳故事片奖、最佳导演、最佳女演员、最佳配角奖。观影人次为6亿人:39—40。

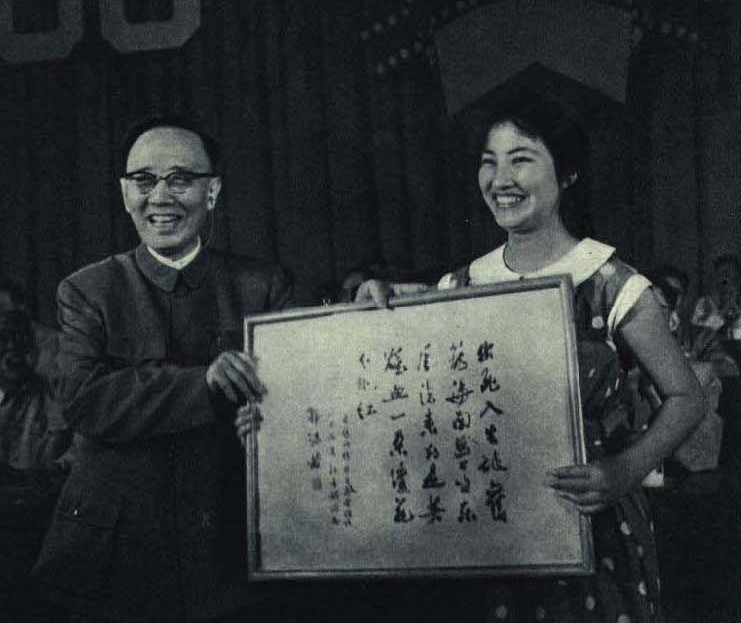
1962年，首届中国电影百花奖上，郭沫若给最佳女演员祝希娟颁奖

## 剧情
该片以第二次国内革命战争时期，1930年的海南岛为背景，讲述中国工农红军第二独立师“女子军特务连”那群具有革命豪情的女性的故事。

## 演出
| 演员   | 角色   | 简介 | 备注 |
| 祝希娟 | 吴琼花 |      |      |
| 王心刚 | 洪常青 |      |      |
| 陈 强  | 南霸天 |      |      |
| 杨梦昶 | 大总管 |      |      |
| 冯 奇  | 老 四  |      |      |
| 向 梅  | 符红莲 |      |      |
| 金乃华 | 师 长  |      |      |
| 王 黎  | 连 长  |      |      |
| 铁 牛  | 阿 贵  |      |      |
| 牛 犇  | 小 庞  |      |      |
| 张妹明 | 大 姐  |      |      |
| 史淑桂 | 丹 竹  |      |      |
| 梁 山  | 黄镇山 |      |      |
| 于 飞  | 大金牙 |      |      |
| 陈 述  | 陈旅长 |      |      |
| 于明德 | 胡营长 |      |      |
| 朱 莎  | 大丫头 |      |      |

## 奖项
| 年份 | 作品           | 奖项                                     | 是否得奖 | 备注 |
| ---- | -------------- | ---------------------------------------- | -------- | ---- |
| 1962 | 《红色娘子军》 | 第一届大众电影百花奖最佳故事片奖         | 獲獎     |      |
| 1962 | 《红色娘子军》 | 第一届大众电影百花奖最佳导演奖：谢晋     | 獲獎     |      |
| 1962 | 《红色娘子军》 | 第一届大众电影百花奖最佳女演员奖：祝希娟 | 獲獎     |      |
| 1962 | 《红色娘子军》 | 第一届大众电影百花奖最佳男配角奖         | 獲獎     |      |
| 1964 | 《红色娘子军》 | 第三届亚洲非洲电影节“万隆奖”             | 獲獎     |      |
| 1995 | 《红色娘子军》 | 中国电影世纪奖                           | 獲獎     |      |

## 衍生作品
该片的电视剧版本由殷桃、王伟、刘佩琦主演。